# Aprostocetus tilicola
Aprostocetus tilicola är en stekelart som beskrevs av Graham 1987. Aprostocetus tilicola ingår i släktet Aprostocetus och familjen finglanssteklar.
Artens utbredningsområde är Sverige. Arten är reproducerande i Sverige. Inga underarter finns listade i Catalogue of Life.